# Rezolucja Rady Bezpieczeństwa ONZ nr 231
Rezolucja Rady Bezpieczeństwa ONZ nr 231 została przyjęta jednomyślnie 15 grudnia 1966 r.
Rada potwierdziła swoje poprzednie rezolucje w kwestii cypryjskiej oraz przedłużyła mandat Sił Pokojowych ONZ na Cyprze na kolejne 6 miesięcy do dnia 26 czerwca 1967 r.
Rada wezwała również wszystkie zaangażowane strony do dalszego działania z największą powściągliwością oraz pełną współpracę z siłami pokojowymi.